# Giannis Goumas
Giannis Goumas (řecky Γιάννης Γκούμας; * 24. května 1975, Larissa) je bývalý řecký fotbalista. Nastupoval většinou na postu obránce.
S řeckou reprezentací vyhrál mistrovství Evropy roku 2004. Hrál i na Euru 2008. V národním mužstvu působil v letech 1997–2008 a nastoupil ke 45 zápasům.
S Panathinaikosem Athény, v němž strávil celou kariéru, se stal třikrát mistrem Řecka (1995, 1996, 2004) a dvakrát získal řecký fotbalový pohár (1995, 2004).